# Kolonia Bobolice
Kolonia Bobolice (niem. Klein Belmsdorf) – nieoficjalna kolonia wsi Bobolice w Polsce położona w województwie dolnośląskim, w powiecie ząbkowickim, w gminie Ząbkowice Śląskie.
Wchodzi w skład wsi Bobolice
W latach 1975–1998 miejscowość administracyjnie należała do województwa wałbrzyskiego.

## Szlaki turystyczne
Strzelin – Góra Szańcowa – Gościęcice Średnie – Skrzyżowanie pod Dębem – Gromnik – Dobroszów – Kalinka – Skrzyżowanie nad Zuzanką – Źródło Cyryla – Ziębice – Lipa – Rososznica – Stolec – Cierniowa Kopa – Kolonia Bobolice – Kobyla Głowa – Karczowice – Podlesie – Ostra Góra – Starzec – Księginice Wielkie – Sienice – Łagiewniki – Oleszna – Przełęcz Słupicka – Sulistrowiczki – Ślęża – Sobótka